# Nickelodeon (Lengyelország)
A Nickelodeon Lengyelország (lengyelül: Nickelodeon Polska) a Nickelodeon csatorna lengyel változata. A csatorna 2008. július 10-én délben indult. Minden animációs és élőszereplős műsort szinkronizálnak lengyelre. 1998 és 2002 között még a Nickelodeon Oroszország volt látható az országban. 2011. október 4-től HD-ben is fogható.

## Műsorok

### Jelenlegi műsorok
- Avatar: Az utolsó levegőidomár
- Avatar: Korra legendája
- Vissza a farmra
- MacsEb
- Danny Phantom
- Pindur pandúrok
- Fanboy és Chum Chum
- Kung Fu Panda – A rendkívüliség legendája
- Az életem tinirobotként
- Sheen bolygója
- Fecsegő tipegők
- SpongyaBob Kockanadrág
- Jimmy Neutron kalandjai
- Tündéri keresztszülők
- A Madagaszkár pingvinjei
- Ben and Holly’s Little Kingdom
- Blue Clues
- Dóra, a felfedező
- Go Diego Go!
- Csudalények - Minimentők
- Big Time Rush
- Drake és Josh
- Elefánt hercegnő
- iCarly
- Anubisz házának rejtélyei
- Az alakulat
- True Jackson, VP
- Unfabulous
- V, mint Viktória
- Fiúkkal az élet
- Asztrológia Tintás Tunyacsáppal
- Biggy
- Cluckie the Vampire Chicken
- Curious Cow
- Dancing Sushi
- Domo
- Extraordernaries
- Hiro
- Log Jam
- Monstories
- Ooohhh Asis
- Purple and Brown
- Sausage and Mash
- The Spider & Fly
- George and Roberto

### Korábbi műsorok
- As Told by Ginger
- ChalkZone
- Hé Arnold!
- Kappa Mikey
- Rocket Power
- B, a szuperméh
- The X's
- Oobi
- The Backyardigans
- Kids First
- Primo
- Quicktoons
- A csodálatos Adrenalini fivérek
- The Mirror Has 1000 Faces
- Nick Dancing
- Drawing School

### Programblokkok
- Nicktoons – Rajzfilmek.
- Nick Jr. – Kisgyerekeknek szóló rajzfilmek.
- TEENick – Élőszereplős sorozatok.
- Shorts – Rövidsorozatok.

## Premierek
| ÉV   | A NICKELODEON LENGYELORSZÁG PREMIERJEI |
| ---- | --- |
| 2008 | Rajzfilmpremierek: The Wild Thornberrys; Fecsegő tipegők; Hé, Arnold!; MacsEb; Az életem tinirobotként; As Told by Ginger; Spongyabob Kockanadrág; Jimmy Neutron kalandjai; Tündéri keresztszülők; Avatar: Az utolsó levegőidomár; Kappa Mikey; Rocket Power; The X’s. Rajzfilmpremierek a NickJr-en: Dóra, a felfedező; Blue's Clues; ChalkZone; Minimentők. Élőszereplős sorozat premierek: Drake és Josh; Unfabulous!. Rövid sorozat premierek: Primo; Purple and Brown; Biggy; FunkyTown. Premier programok: Dancing Nick; Drawing School.                                               |
| 2009 | Rajzfilmpremierek: Back at the Barnyard; B, a szuperméh; A Madagaszkár pingvinjei . Rajzfilmpremierek a NickJr-en: The Backyardigans; Oobi. Élőszereplős sorozat premierek: iCarly; Elefánt hercegnő. Rövidsorozat premierek: Kids First; Quicktoons. Premier programok: Zgadywanka; Quiz Zgadywanka. Filmpremierek: Spectacular! |
| 2010 | Rajzfilmpremierek: Fanboy és Chum Chum. Rajzfilmpremierek NickJr-en: Ben and Holly’s Little Kingdom; Go, Diego, Go!; Ni Hao Kai-lan; Umizoomi csapat; Olivia. Élőszereplős sorozat premierek: True Jackson; AZ alakulat; Big Time Rush; V, mint Viktória. Rövidsorozat premierek: Dancing Sushi; Extra Ordernaries; Sausage and Mash; Cluckie the Vampire Chicken; Curious Cow; Spider & Fly; Ooohhh Asis; A csodálatos Adrenalini fivérek; Log Jam; Hiro; The Adventures of George and Roberto in Soccerland; The Mirror Has 1000 Faces; Monstories; Asztrológia Tintás Tunyacsáppal; Domo. |
| 2011 | Rajzfilmpremierek: Sheen bolygója; S.T.R.A.M.M. – A kém kutya; Kikoriki; Winx club; Kung Fu Panda – A rendkívüliség legendája. Rajzfilmpremierek a NickJr-en: Bubbi Gubbik; Fifi virágoskertje. Élőszereplős sorozat premierek: Anubisz házának rejtélyei; Power Rangers Samurai; Supah Nindzsák. Rövidsorozat premierek: Esti mesék. Filmpremierek: A legjobb játékos; The Boy Who Cried Werewolf; Tündéri keresztszülők: Nőj fel Timmy Turner. |
| 2012 | Rajzfilmpremierek: Monsuno; Avatar: Korra legendája; Tini Nindzsa Teknőcök. Rajzfilmpremierek a NickJr-en: PopPixie; Tickety Toc; Olive, a strucc. Élőszereplős sorozat premierek: Fiúkkal az élet; Bucket és Skinner hősies kalandjai; Fred. Premier programok: Cribs; Viva Mjuzzik Kłłłiz; Rodzina zastępcza; Cheeese. Filmpremierek: Rags; Big Time Movie; Merry Christmas, Drake & Josh. |
| 2013 | Rajzfilmpremierek: Robot és Mumus; Chima legendái; Danny Phantom; Lucky Fred; Született kémek (új évad); Rocket Monkeys. Élőszereplős sorozat premierek: Marvin Marvin. Filmpremierek: House Of Anubis: The Touchstone Of Ra. |

## Logó
A Nickelodeon Lengyelország logója a kezdetektől fogva a jobb felső sarokban látható.

## A Nickelodeon Lengyelország műsorai más csatornákon
- SpongyaBob Kockanadrág – MTV Lengyelország (2004-2005)
- Rocket Power – Polsat, TV 4 (2004-2009)
- The Amanda Show – ZigZap (2006-2007)
- Zoey 101 – ZigZap (2006-2009)
- The Backyardigans – TVP1 (2007-2008)
- Tündéri keresztszülők – Disney Channel (2006-napjainkig), KidsCo (2007-napjainkig)
- Pindur pandúrok – Disney Channel (2011-napjainkig)
- Pelswick – KidsCo (2007-napjainkig)
- A Lármás család – Super Polsat (2023-napjainkig)

## Fordítás
Ez a szócikk részben vagy egészben  a   Nickelodeon (Poland) című angol Wikipédia-szócikk fordításán alapul.  Az eredeti cikk szerkesztőit annak laptörténete sorolja fel. Ez a jelzés csupán a megfogalmazás eredetét és a szerzői jogokat jelzi, nem szolgál a cikkben szereplő információk forrásmegjelöléseként.